# Onthophagus ramosus
Onthophagus ramosus là một loài bọ cánh cứng trong họ Bọ hung (Scarabaeidae).